# Kerkhof van Ere
Het Kerkhof van Ere is een gemeentelijke begraafplaats in het Belgische dorp Ere, een deelgemeente van Doornik. Het kerkhof ligt in het dorpscentrum rond de Église Saint-Amand en wordt door een natuurstenen muur omgeven. De kerk en het kerkhof liggen op een helling waardoor de achterzijde van het kerkhof een paar meter hoger ligt dan het straatniveau.

## Britse oorlogsgraven
Op het kerkhof liggen 2 Britse gesneuvelden uit de Eerste Wereldoorlog. Zij behoorden tot het The King's (Liverpool Regiment) en kwamen om tijdens het geallieerde eindoffensief in oktober 1918.
Hun graven worden onderhouden door de Commonwealth War Graves Commission en zijn daar geregistreerd onder Ere Churchyard.